# Église de l'Assomption de Bajša
Pour les articles homonymes, voir Église de l'Assomption.
L'église de l'Assomption de Bajša (en serbe cyrillique : Римокатоличка црква Узнесења Богородице у Бајши ; en serbe latin : Rimokatolička crkva Uznesenja Bogorodice u Bajši) est une église catholique située à Bajša, dans la municipalité de Bačka Topola et dans le district de Bačka septentrionale, en Serbie. Elle est inscrite sur la liste des monuments culturels de grande importance de la république de Serbie (identifiant no SK 1239).

## Présentation
L'église catholique de Bajša a été construite entre 1760 et 1770 dans un style baroque tardif,.
Elle est constituée d'une nef unique prolongée par une abside pentagonale à l'extérieur et demi-circulaire à l'intérieur ; la sacristie se trouve sur l'un des côtés. Les murs de la nef sont ornés de deux paires de pilastres reliés par des arcs, avec des voûtes sphériques qui, reliées, donnent l'illusion d'une coupole aveugle.
L'église abrite des sculptures en bois du XVIIIe siècle représentant la Vierge à l'Enfant et la Crucifixion,. Au maître-autel se trouve une représentation de l'Assomption de Marie, peinte en 1816 par Joseph Schmidt. L'autel du côté droit abrite une représentation de Saint Matthieu réalisée par un artiste inconnu ; le saint y montré sur un piédestal avec les Évangiles tandis qu'un Ange se tient derrière lui.
Quatorze scènes de la Via crucis sont des œuvres originales du XIXe siècle qui, par leur dessin en sfumato, leur composition et leur coloris semblent émaner de maîtres locaux comme Jovan Klajić.
L'église abrite également des éléments liturgiques, comme un calice en argent doré de style classique ou un ostensoir datant peut-être du XVIIIe siècle. Le baptistère et la chaire datent probablement du XIXe siècle.